# Espace budgétaire
 (février 2023).
L'espace budgétaire est la distance entre le niveau de la dette publique actuelle et le niveau limite au-delà duquel l'endettement public devient incontrôlable. Ce niveau limite dépassé, une crise de la dette s'enclenche.

## Concept
Un État dispose d'une contrainte budgétaire intertemporelle : il peut s'endetter sur le long terme, car il est un agent économique singulier. Théoriquement, n'importe quel niveau d'endettement est soutenable dès lors que l’État arrive à maintenir des excédents primaires. Toutefois, il est difficile pour un État, et délicat politiquement, de garantir des excédents primaires sur une période suffisante pour assurer un niveau élevé de dette publique. Le concept d'« espace budgétaire » permet de mesurer l'écart entre un niveau de dette publique rapporté au produit intérieur brut et le niveau qui n'est pas soutenable.
Lorsque le niveau d'endettement public est faible, une hausse du taux d'endettement n'affecte pas très fortement le solde primaire, car la soutenabilité du pays n'est pas menacée. En revanche, à un niveau d'endettement plus élevé, une hausse de la dette publique affecte plus fortement le solde primaire. L'espace budgétaire dépend de la différence entre le taux d'intérêt réel et le taux de croissance : plus le premier est élevé par rapport au dernier, plus l'espace budgétaire est petit.
L'espace budgétaire d'un État est d'autant plus faible qu'il a une fiscalité lourde à mettre en œuvre et inefficiente.

## Application
Le concept d'espace budgétaire est utilisé par l'Organisation de coopération et de développement économiques dans le cadre de ses études macroéconomiques afin d'estimer la proximité des Etats membres au plafond limite. Le rapport 2019 de la Banque mondiale propose des politiques publiques qui permettent aux Etats d'augmenter l'espace budgétaire restant, par l'investissement dans le capital humain et la protection sociale.
L'agence de notation Moody's propose des estimations mensuelles de l'espace budgétaire de plusieurs pays qu'elle note. 